# HD 218559
HD 218559，又名CP-81 1024，SAO 258961、HR 8810，是一颗恒星，视星等为6.41，位于銀經307.59，銀緯-35.3，其B1900.0坐标为赤經23h 3m 50.3s，赤緯-81° -35.3′ 19″。